# Ursula Grattapaglia
Ursula Grattapaglia (27 septembre 1933 - ), née Ursula Sandkühler, est une espérantiste brésilienne d’origine allemande.

## Biographie

### Jeunesse
Ursula Grattapaglia nait le 27 septembre 1933 à Berlin, de Friedrich Sandkühler, pharmacien et Margarete Järke Sandkühler. Elle étudie d’abord à Berlin. De 1943 à 1945, elle étudie à Strzelno et Poznań, deux villes polonaises annexées par l’Allemagne. Enfin, elle réalise ses études secondaires à Berlin durant lesquelles elle étudie l’allemand, l’anglais, le français et le latin. Elle fait partie du mouvement des scouts catholiques.

### D’Allemagne jusqu’au Brésil
À la fin de ses études, en 1952, Ursula Grattapaglia travaille chez C&A en tant que secrétaire administrative jusqu’en 1957, année durant laquelle elle et l’espérantiste et géomètre italien Giuseppe Grattapaglia (eo) se marient, après six ans de correspondance.
Elle déménage à Turin, en Italie et acquiert la nationalité italienne. Entre 1958 et 1974, elle travaille comme traductrice et interprète dans des congrès internationaux ainsi que chez FIAT, utilisant principalement l’allemand et l’italien, avec quelques recours à l’anglais, au français et à l’espéranto.
En 1974, elle, son mari et leurs enfants, Guido et Dario, déménagent au Brésil, afin que le couple Grattapaglia dirige la communauté Bona Espero. Toute la famille Grattapaglia obtient un visa brésilien permanent.

### Activisme espérantiste
Ursula Grattapaglia apprend l’espéranto en 1950 et s’implique dès lors dans le mouvement. Elle contribue à éditer la revue La Juna Voĉo, participe à plusieurs congrès et séminaires et co-organise des rencontres entre espérantistes de Berlin-Ouest et Berlin-Est. Elle participe à plus de 45 congrès mondiaux d’espéranto et s’implique dans l’association universelle d'espéranto, d’abord comme membre du comité d’administration de 1970 à 1983, puis comme membre du bureau de 1977 à 1983.